# Odda
Odda é uma comuna da Noruega, com 1.674 km² de área e 6.845 habitantes (estatística do primeiro trimestre de 2018). Possui a 17 km do centro da cidade, uma importante atração turística da Noruega, a falésia Trolltunga.